# Linh Vân Chí Cần
Linh Vân Chí Cần (zh: 靈雲志勤, língyún zhìqín, ja: reiun shigon, ?-?) là Thiền sư Trung Quốc đời Đường (khoảng thế kỷ 9) thuộc Tông Quy Ngưỡng. Sư là đệ tử đắc pháp của Thiền sư Quy Sơn Linh Hựu. Sư nổi tiếng qua giai thoại ngộ đạo nhờ thấy hoa đào nở. 

## Cơ duyên và hành trạng
Sư tu ở núi Đại Quy đã lâu. Một hôm, sư lên núi Chí Cần xem hoa đào nở và bỗng nhiên ngộ đạo. Sư bèn viết kệ trình Thiền sư Quy Sơn và được ấn chứng. Bài kệ ngộ đạo của sư (Thích Phước Hảo, Thích Thông Phương dịch):
Chữ Hán:
三十年來尋劍
幾回落葉幾抽枝
自從一見桃花後
直到如今不更疑
Nguyên văn:
Tam thập niên lai tầm Kiếm khách
Kỉ hồi lạc diệp kỉ trừu chi
Tự tòng nhất kiến đào hoa hậu
Trực đáo như kim bất cánh nghi.
Dịch nghĩa:
Ba chục năm qua tầm kiếm khách
Bao lần lá rụng với cành trô
Từ khi được thấy hoa đào nở
Cho đến ngày nay chẳng chút ngờ.
Thiền sư Quy Sơn xem kệ, hỏi sư về những điều sư đã ngộ, cùng với ý bài thơ phù hợp nói: '' Theo duyên ngộ đạt, mãi mãi không lui mất, hãy khéo tự hộ trì''.

Sư bèn trở về Mân Xuyên, đồ chúng học đạo huyền kéo tới như mây. Một hôm sư thượng đường thuyết pháp:
''Này các nhân giả, sở hữu dài ngắn, đều đưa đến bất thường. Cứ xem cỏ cây bốn mùa, lá rụng hoa nở. Hà huống từ bao trần kiếp đến giờ, trời người sáu nẻo, đất nước gió lửa thành hoại luân chuyển, nhân quả tiếp nối, ba đường ác khổ, lông tóc chẳng thêm bớt, duy gốc rễ của thần thức thường còn. Kẻ thượng căn gặp bạn tốt bày tỏ sáng rõ, ngay đương xứ mà được giải thoát, đó là đạo tràng. Trung hạ căn ngu si, chẳng thể giác chiếu, chìm mê trong ba giới lưu chuyển trong sanh tử. Đức Thích Tôn vì họ, trên trời, trong cõi người, thiết lập giáo pháp chứng minh, hiển phát trí đạo. Các vị có lãnh hội không?."
Một hôm có tăng đến hỏi: ''Thế nào là đại ý của Phật pháp?'', sư nói: ''Chuyện lừa chưa xong, chuyện ngựa lại đến''. Tăng chưa hiểu chỉ ý nói:'' Thỉnh chỉ thị lần nữa!'', sư nói: ''Thải khí ban đêm thường động. Tinh linh ngày ít gặp''.
Không biết sư tịch ở đâu, khi nào.